# Peter Wucherer von Huldenfeld

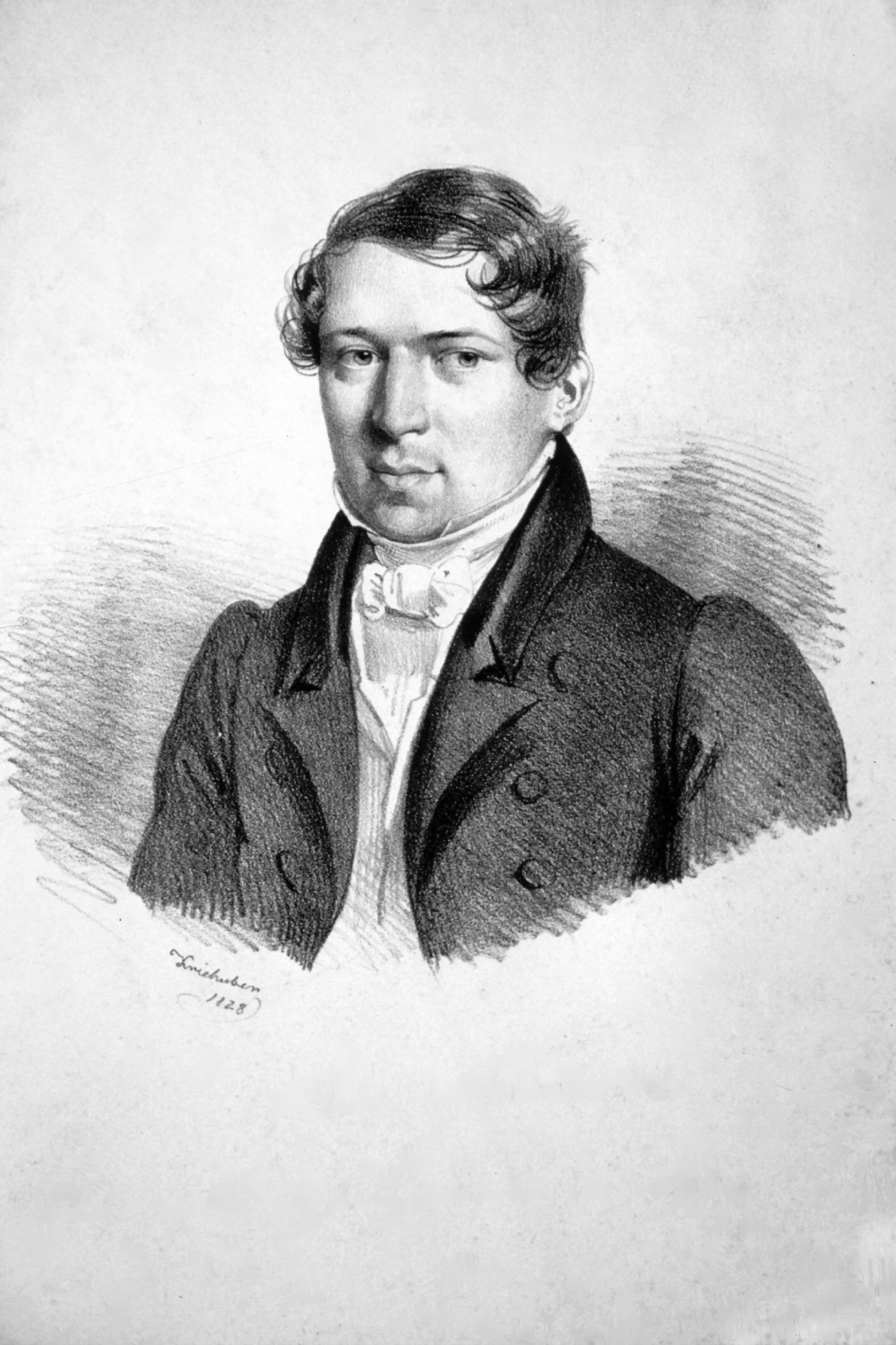
Peter Wucherer von Huldenfeld als Zögling des Theresianums, 1829

Anton Bernhard Heinrich Peter Freiherr Wucherer von Huldenfeld (* 13. Oktober 1806 in Biedermannsdorf; † 17. März 1877 in Graz) war ein österreichischer Hofbeamter, Besitzer eines Familienfideikommisses sowie Kreis- und Bezirksvorsteher.

## Leben und Wirken
Er stammte aus dem in den Freiherrenstand erhobenen Patriziergeschlecht Wucherer von Huldenfeld aus der Stadt Nördlingen und war der Sohn von Anton Bernhard Paschalis Felix Freiherr Wucherer von Huldenfeld (1770–1835) und dessen Ehefrau Ludwina geborene Freiin de Traux de Vardin (1781–1826).
Nach dem Besuch des Theresianums in Wien, wo Josef Kriehuber 1829 eine Lithographie von ihm anfertigte, schlug Wucherer von Huldenfeld eine Verwaltungslaufbahn am Wiener Hof ein und wurde dort k. k. Kämmerer und Hofrat. Später leitete er das politische Bezirksamt zu Eger in Böhmen und wurde Kreisvorsteher des Kreises Eger, Ehrenbürger der Städte Eger und Franzensbad sowie Mitglied der Landesvertretung für das Königreich Böhmen als Abgeordneter der Landgemeinden im Wahlbezirke Plan.
1865 wurde auf seine Anregung in der Stadt Eger der Brandschaden-Versicherungsverein St. Florian gegründet.

## Ehrungen
Für seine Verdienste in diesem Wirkungskreise wurde er am 22. April 1868 mit dem Ritterkreuze des Österreichisch-kaiserlichen Leopold-Ordens ausgezeichnet. Daneben erhielt er den Albrechtsorden des Königreichs Sachsen. Die Verleihung der Ehrenbürgerschaften von Eger und Franzensbad erfolgte im Jahre 1847.

## Familie
Er heiratete 1844 in Wien die geborene Gräfin Bertha Cerrini de Monte Varchi, Tochter des Grafen Karl Cerrini de Monte Varchi. Aus der gemeinsamen Ehe ging u. a. der Sohn Karl Alois Wucherer von Huldenfeld hervor.